# Henri van Aalen
Henricus Jacobus Hubertus (Henri) van Aalen (Helmond, 8 februari 1860 – Leeuwarden, 8 juni 1885) werd bekend als de moordenaar van zijn vriendin Netje Breijnaerts.

## De moord
De kleermaker Henri van Aalen, een man van klein postuur die in de lokale kranten werd omschreven als kwajongensachtig, bracht op 22 oktober 1883 zijn vriendin Henrica Antonetta (Netje) Breijnaerts (Helmond, 25 mei 1861) om het leven door haar in een ondiepe sloot langs de Tiendstraat in Helmond te verdrinken. Het pad langs deze sloot zou daarna nog meer dan een eeuw in de volksmond bekendstaan als het Moordlaantje.
Van Aalen werd op de dag na zijn daad opgepakt en gearresteerd door de brigadecommandant van de Helmondse marechaussee. Op 24 oktober van dat jaar werd hij overgebracht van Helmond naar Roermond. Na zijn veroordeling werd hij opgesloten in de gevangenis te Leeuwarden. Daar overleed hij op 8 juni 1885 aan tuberculose.

## Media-aandacht
De moord op Breijnaerts is voor zover bekend de eerste moord in Zuidoost-Brabant waar grootschalige aandacht in de regionale gedrukte pers aan is besteed.